# Avenay
Avenay (Avenayⓘ) – miejscowość i gmina we Francji, w regionie Normandia, w departamencie Calvados.
Według danych na rok 1990 gminę zamieszkiwały 384 osoby, a gęstość zaludnienia wynosiła 68 osób/km² (wśród 1815 gmin Dolnej Normandii Avenay plasuje się na 522. miejscu pod względem liczby ludności, natomiast pod względem powierzchni na miejscu 828.).